# Ријека (Витез)
Ријека је насељено место у Босни и Херцеговини у општини Витез. Административно припада Федерацији Босне и Херцеговине, односно њеном Средњобосанском кантону. Према попису становништва из 2013. у насељу је било 1.330 становника, а већинску популацију у насељу чинили су Хрвати.

## Становништво
По последњем службеном попису становништва из 2013. године у насељу Ријека живело је 1.330 становника, а село је било етнички хомогено са већинском хрватском популацијом.
| Националност | 2013. | 1991.          | 1981.        | 1971.        | 1961.        |
| Бошњаци      | —     | 172 (12,35%)   | 136 (10,84%) | 82 (9,60%)   | 44 (6,12%)   |
| Хрвати       | —     | 1.093 (78,46%) | 992 (79,04%) | 728 (85,25%) | 566 (78,83%) |
| Срби         | —     | 37 (2,65%)     | 26 (2,07%)   | 30 (3,51%)   | 67 (9,33%)   |
| Југословени  | —     | 48 (3,44%)     | 66 (5,25%)   | 11 (1,28%)   | 36 (5,01%)   |
| Македонци    | —     | 0              | 1 (0,80%)    | 0            | 0            |
| Мађари       | —     | 0              | 1 (0,80%)    | 0            | 0            |
| Црногорци    | —     | 0              | 1 (0,80%)    | 0            | 5 (0,69%)    |
| Словенци     | —     | 0              | 1 (0,80%)    | 3 (0,35%)    | 0            |
| остали       | —     | 43 (3,08%)     | 31 (2,47%)   | 0            | 0            |
| Укупно       | 1.330 | 1.393          | 1.255        | 854          | 718          |